# Duistere rouwzwever
De duistere rouwzwever (Exoprosopa cleomene) is een vliegensoort uit de familie van de wolzwevers (Bombyliidae). De wetenschappelijke naam van de soort werd voor het eerst geldig gepubliceerd in 1859 door Johann Egger.